# El Nicho
El Nicho är en ort i Mexiko.   Den ligger i kommunen Nogales och delstaten Veracruz, i den sydöstra delen av landet, 210 km öster om huvudstaden Mexico City. El Nicho ligger 2 191 meter över havet och antalet invånare är 295.
Terrängen runt El Nicho är bergig österut, men västerut är den kuperad. Runt El Nicho är det ganska tätbefolkat, med 134 invånare per kvadratkilometer. Närmaste större samhälle är Orizaba, 11,4 km öster om El Nicho. I omgivningarna runt El Nicho växer huvudsakligen savannskog.